# Крышалович, Павел
Павел Крышалович (род. 23 июня 1974, Слупск) — польский футболист.

## Клубная карьера
В 1990 году Павел Крышалович начал играть за польский клуб Gryf Slupsk. Но уже в 1994 начал играть за другой польский клуб Zawisza Bydgosz.
А начиная с 1995 года он начал играть за клуб Amica Wronki (Польша). Затем Павел Крышалович играл за немецкий клуб Eintracht Frankfurth.
Потом снова играл за Аmica Wronki. Но в 2005 году он уже играл за другой клуб Wislam Krakow (Польша). В 2007 он играл за два клуба: сначала
SV Wilhmshaver и Gryf Slupsk.

## Игры за сборную
Павел Крышалович играл за сборную Польши с 2000 по 2004.